# Taihangia
Taihangia é um género botânico pertencente à família Rosaceae.
1. ↑  «Taihangia — World Flora Online». www.worldfloraonline.org. Consultado em 19 de agosto de 2020